# Hodgeman County
Hodgeman County är ett administrativt område i delstaten Kansas, USA, med 1 916 invånare. Den administrativa huvudorten (county seat) är Jetmore.

## Geografi
Enligt United States Census Bureau har countyt en total area på 2 228 km². 2 227 km² av den arean är land och 1 km² är vatten.

### Angränsande countyn
- Ness County - nord
- Pawnee County - öst
- Edwards County - sydost
- Ford County - syd
- Gray County - sydväst
- Finney County - väst

### Orter
- Hanston
- Jetmore (huvudort)